# Fames
Fames (em latim propriamente Fames) é a deusa da fome na mitologia romana. É a equivalência imprópria do deus grego Limos; enquanto seu irmão Míser é associado a deus grega Pênia. Porém ambos são também duas das catorze desgraças; (daemons para os gregos) filhos de Discórdia.